# NIC ASIA Bank
Ngân hàng NIC ASIA, được thành lập với tên gọi ban đầu là Ngân hàng Công thương Nepal vào ngày 21 tháng 7 năm 1998. Ngân hàng được đổi tên thành Ngân hàng NIC ASIA vào ngày 30 tháng 6 năm 2013. Sau khi sáp nhập, NIC ASIA được công nhận là Ngân hàng của Năm 2013 tại Nepal, bởi The Banker, Financial Times, Vương quốc Liên hiệp Anh. Đây là lần thứ hai NIC ASIA Bank nhận được giải thưởng danh giá này, lần gàn nhất trước đó là vào năm 2007 Ngân hàng đã rất thành công trong suốt 21 năm hoạt động. Công ty hiện có các công ty con thuộc sở hữu hoàn toàn sau đây: NIC Asia Capital Limited, NIC Asia Laghubittiya Sanstha Limited 
Ngân hàng do ông Tulsi Ram Agrawal làm Chủ tịch và ông Roshan Kumar Neupane làm Giám đốc điều hành. Ông Neupane được bổ nhiệm làm Giám đốc điều hành của ngân hàng vào ngày 2 tháng 12 năm 2018 với nhiệm kỳ 4 năm.

## Cơ cấu sở hữu
Ngân hàng hiện có vốn thanh toán là 11,56 tỷ Rupee Nepal (tính đến năm tài chính 2019-20)